# Mandzsu ciprusboróka
A mandzsu ciprusboróka (Microbiota decussata) a ciprusfélék (Cupressaceae) családjában nemzetségének egyetlen faja. A tudomány viszonylag későn ismerte meg: első példányait J. K. Siskin gyűjtötte 1921-ben.

## Származása, elterjedése
Kizárólag a Távol-Keleten és a Tengermelléken, Koreától északra honos. Viszonylag kis elterjedési területe dacára sosem tekintették veszélyeztetett fajnak, sőt, igénytelensége miatt a szerte a mérsékelt égövben termesztett példányok kivadulhatnak.

## Megjelenése, felépítése
Elfekvő hajtású növény; hajtásai 20–30 cm vastagon takarják be a talajt, amiről legfeljebb 1,5 m magasra emelkednek fel. Az oldalirányban növekvő ágakon a hajtások vége lecsüng.
Pikkelylevelei és hajtásai a tujákéra (Thuja spp.) emlékeztetnek. Laza, üde zöld lombja nagyon szép, szinte csipkésnek tűnik.
Apró (kb. 6 mm-es), szarvacskás tobozai megérve bebarnulnak.

## Életmódja, termőhelye
A földhöz érő hajtásai legyökeresednek. A napos vagy félárnyékos helyeket kedveli. A legtöbb talajon jól megél, teljesen fagytűrő. A szárazságot is tűri, de a közepesen nedves élőhelyeken érzi magát a legjobban; aszályos időben célszerű öntözni.

## Felhasználása
Dísznövénynek ültetik; főleg rézsűkre és kőedényekbe. Talajtakarónak egészen kiváló, de népszerűségét csökkenti, hogy pikkelylevelei télen barnára színeződnek. Az üde zöld színt tavasszal gyorsan visszanyeri. 
Magas törzsre oltva is kapható.

## Kertészeti változatok
- Microbiota decussata GOLD SPOT — a törzsváltozattól élénksárgán spriccelt lombja különbözteti meg — ez főleg télen, a barna háttéren látványos.[5]
- Microbiota decussata 'Jacobsen' — a törzsváltozatnál zömökebb, és lassabban is nő. A lombja élénkebb zöld.[6]